# Stagetus andalusiacus
Stagetus andalusiacus é uma espécie de insetos coleópteros polífagos pertencente à família Anobiidae.
A autoridade científica da espécie é Aube, tendo sido descrita no ano de 1861.
Trata-se de uma espécie presente no território português.